# Hetaerina majuscula
Hetaerina majuscula – gatunek ważki z rodziny świteziankowatych (Calopterygidae). Występuje na terenie Ameryki Południowej i Ameryki Środkowej.